# Maria z Paflagonii
Maria z Paflagonii (ur. ok. 770, zm. po 823) – cesarzowa bizantyńska.

## Życiorys
Pochodziła z miasta Amni w Paflagonii. W listopadzie 788 w wyniku konkursu piękności została żoną Konstantyna VI. Małżeństwo okazało się nieudane. W 795 roku cesarz zmusił ją do rozwodu i wstąpienia do klasztoru. Maria i Konstantyn mieli dwie córki: Eufrozynę, żonę cesarza Michała II, oraz Irenę.